# 拉尔戈帕尔甘杰宁道拉
拉尔戈帕尔甘杰宁道拉（Lal Gopalganj Nindaura），是印度北方邦Allahabad县的一个城镇。总人口22739（2001年）。

## 人口
该地2001年总人口22739人，其中男性11994人，女性10745人；0—6岁人口4010人，其中男2087人，女1923人；识字率50.24%，其中男性为58.96%，女性为40.50%。